# Amir Sagharichi-Raha

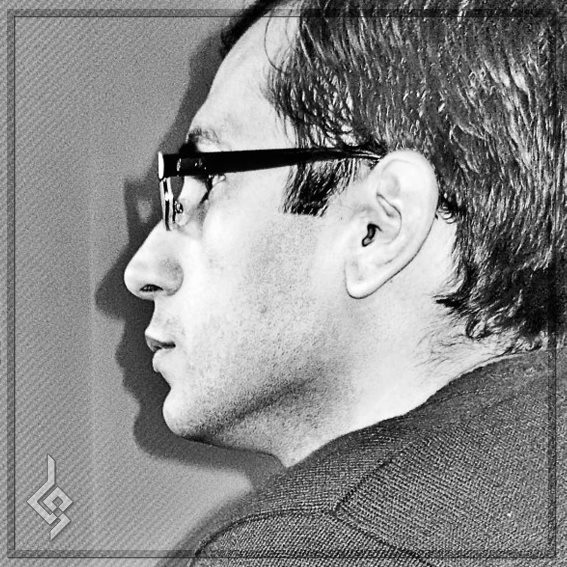
Amir Sagharichi-Raha (2014)

Amir Sagharichi-Raha (persisch امیر ساقریچی متخلص به رها; * 1979 in Teheran) ist ein iranischer Dichter, Schriftsteller und Übersetzer, der seit 2007 in Deutschland lebt.

## Leben
Sagharichi-Raha absolvierte ein Studium in Public Management an der Universität Teheran sowie in Angewandten Kulturwissenschaften an der Alpen-Adria-Universität Klagenfurt. Seine literarische Karriere begann früh im Iran, wo er zunächst Gedichte und Prosatexte veröffentlichte. Er emigrierte später nach Deutschland und setzte seine Arbeit dort fort.
Er beschäftigt sich in seinen Werken mit kulturellen, politischen und sozialen Themen. Die Auswirkungen von Zensur, Repression, Exil und Identität sind zentrale Motive seiner Texte.

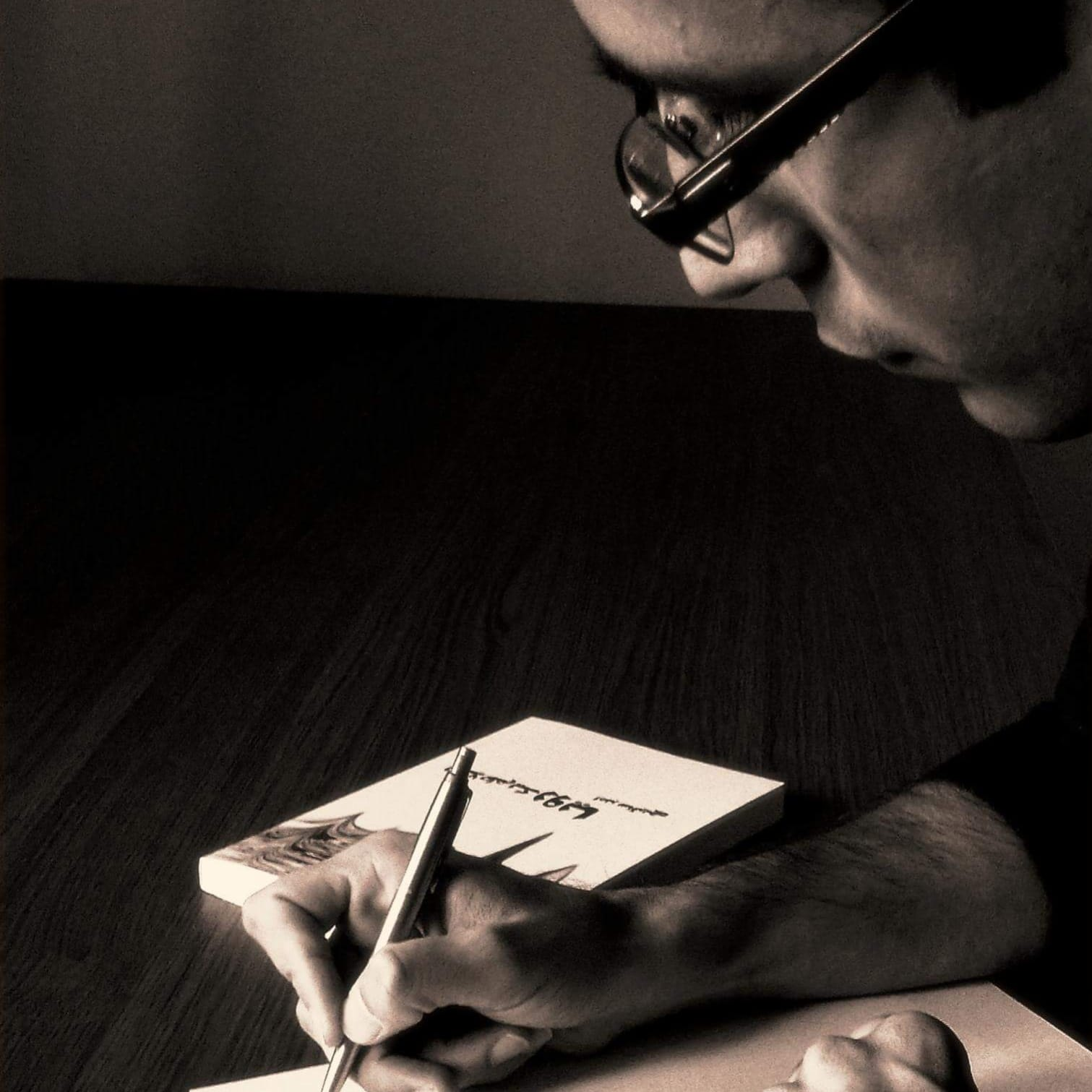
Amir Sagharichi-Raha (2024)

Sagharichi-Raha schreibt Gedichte, Theaterstücke, Essays, Kurzgeschichten und Kinderliteratur. Seine Lyrik ist geprägt von Naturbildern, existenziellen Fragen, Stille, Liebe und spiritueller Selbstreflexion. Einige seiner Gedichte wurden von Musikern vertont.

## Veröffentlichungen

### Gedichtbände und Romane
- Nasim (Brise), Sayeh Publishing, Encino CA 2010, ISBN 1-933429-43-7
- Esyan (Meuterei), Sayeh Publishing, Encino CA 2010, ISBN 1-933429-47-X
- Khonya (Melodie), Nashr-i Gardun, Berlin 2011, ISBN 978-3-86433-005-6
- Dar Talatome Yek Roya (In den Wirren der Traum), Eberstein 2012, ISBN 978-3-200-02883-8
- Sodaye Soukhte (Melancholie), CreateSpace, 2013, ISBN 978-1-4839-9610-3

### Sach- und Kinderliteratur
- Persische Folklore & orale Literatur im Iran, Bibliothek der Provinz, 2014, ISBN 978-3-99028-398-1
- Ohne Bonbons?! (Kinderbuch), Bibliothek der Provinz, 2014, ISBN 978-3-99028-401-8